# Gouvernement du 9e Dáil
 (novembre 2020).
Le gouvernement du 9e Dáil évoque successivement le 8e Conseil exécutif de l'Etat libre d'Irlande (21 juillet - 29 décembre 1937) et le 1er gouvernement d'Irlande (29 décembre 1937 - 30 juin 1938). Ils sont dirigés par Éamon de Valera, d'abord en tant que président du Conseil exécutif, puis en tant que Taoiseach. Il est formé après les élections générales de 1937 tenues le 1er juillet, le jour même où la nouvelle Constitution de l'Irlande est approuvée lors d'un plébiscite. Le Fianna Fáil continue à exercer ses fonctions en tant que gouvernement à parti unique comme il le fait depuis les élections générales de 1932.
Le 8e Conseil exécutif dure 161 jours et le 1er gouvernement pendant 183 jours.

## 8eConseil exécutif de l'État libre d'Irlande
1er gouvernement d'Irlande

### Élection du Président
Les membres du 9e Dáil se réunissent pour la première fois le 21 juillet 1937. Au cours du débat sur l'élection du président du Conseil exécutif, le chef du Fianna Fáil et président sortant Éamon de Valera est proposé, et la motion est approuvée par 82 voix contre 52.
L'élection se déroule en vertu de l'article 53 de la Constitution de l'État libre d'Irlande, tel qu'amendé par la loi de 1936 sur la Constitution (amendement n ° 27), qui a supprimé le rôle constitutionnel du gouverneur général. C'est la seule fois à partir de décembre 1922 que le chef du gouvernement est élu directement par le Dáil seulement ; de décembre 1922 à décembre 1936, la nomination du président du Conseil exécutif est approuvée par le Dáil pour nomination par le gouverneur général, et depuis décembre 1937, la nomination du Taoiseach est également approuvée par le Dáil pour nomination par le président d'Irlande.
| 21 juillet 1937 Élection de Éamon de Valera (FF) comme président du Conseil exécutif Motion proposée par Richard Walsh et appuyée par Tom McEllistrim Majorité absolue : 70/138 |                                                        |          |
| Vote | Parties                                                | Votes    |
| Oui | Fianna Fáil (67), Labour Party (13), Independents (2)  | 82 / 138 |
| Non | Fine Gael (48), Independents (4)                       | 52 / 138 |
| Absent ou abstention | Independents (2), Fianna Fáil (1), Ceann Comhairle (1) | 4 / 138  |

### Membres du Conseil exécutif
Les membres du Conseil exécutif sont proposés par le Président après son élection et approuvés par le Dáil pour leur nomination par lui.
| Poste                                                       | Nom | Nom             |
| ----------------------------------------------------------- | --- | --------------- |
| Président du Conseil exécutif                               |     | Éamon de Valera |
| Ministre des Affaires extérieures                           |     | Éamon de Valera |
| Vice-président du Conseil exécutif                          |     | Seán T. O'Kelly |
| Ministre de l'Administration locale et de la Santé publique |     | Seán T. O'Kelly |
| Ministre de la Justice                                      |     | P. J. Ruttledge |
| Ministre de l'Industrie et du Commerce                      |     | Seán Lemass     |
| Ministre des Finances                                       |     | Seán MacEntee   |
| Ministre de l'Agriculture                                   |     | James Ryan      |
| Ministre de la Défense                                      |     | Frank Aiken     |
| Ministre de l'Éducation                                     |     | Thomas Derrig   |
| Ministre des Terres                                         |     | Gerald Boland   |
| Ministre des Postes et Télégraphes                          |     | Oscar Traynor   |

### Secrétaires parlementaires
Les secrétaires parlementaires sont nommés par le Conseil exécutif sur proposition de de Valera.
| Nom                                                            | Nom            | Poste                                                                                    |
| -------------------------------------------------------------- | -------------- | ---------------------------------------------------------------------------------------- |
|                                                                | Patrick Little | Whip en chef du gouvernement                                                             |
| Secrétaire parlementaire au Ministère des Affaires extérieures | Patrick Little |                                                                                          |
|                                                                | Hugo Flinn     | Secrétaire parlementaire au Ministère des Finances                                       |
|                                                                | Conn Ward      | Secrétaire parlementaire au Ministère de l'Administration locale et de la Santé publique |
|                                                                | Seán O'Grady   | Secrétaire parlementaire au Ministère des Terres                                         |
| Secrétaire parlementaire au Ministère de la Défense            | Seán O'Grady   |                                                                                          |
|                                                                | Seán Moylan    | Secrétaire parlementaire au Ministère de l'Industrie et du Commerce                      |

## 1ergouvernement d'Irlande
8e Conseil exécutif de l'État libre d'Irlande 
En vertu de l'article 56 de la Constitution de l'Irlande, le 8e Conseil exécutif de l'État libre d'Irlande dirigé par Éamon de Valera du Fianna Fáil devient le premier gouvernement d'Irlande (29 décembre 1937 - 30 juin 1938). Les fonctions de président du Conseil exécutif et de vice-président du Conseil exécutif sont supprimées et remplacées respectivement par les fonctions de Taoiseach et Tánaiste. Il n'y a aucune nouvelle approbation ou nomination du gouvernement et aucun changement dans le personnel du gouvernement.
| Poste                                                       | Nom | Nom             |
| ----------------------------------------------------------- | --- | --------------- |
| Président du Conseil exécutif                               |     | Éamon de Valera |
| Ministre des Affaires extérieures                           |     | Éamon de Valera |
| Vice-président du Conseil exécutif                          |     | Seán T. O'Kelly |
| Ministre de l'Administration locale et de la Santé publique |     | Seán T. O'Kelly |
| Ministre de la Justice                                      |     | P. J. Ruttledge |
| Ministre de l'Industrie et du Commerce                      |     | Seán Lemass     |
| Ministre des Finances                                       |     | Seán MacEntee   |
| Ministre de l'Agriculture                                   |     | James Ryan      |
| Ministre de la Défense                                      |     | Frank Aiken     |
| Ministre de l'Éducation                                     |     | Thomas Derrig   |
| Ministre des Terres                                         |     | Gerald Boland   |
| Ministre des Postes et Télégraphes                          |     | Oscar Traynor   |

### Secrétaires parlementaires
| Nom                                                            | Nom            | Poste                                                                                    |
| -------------------------------------------------------------- | -------------- | ---------------------------------------------------------------------------------------- |
|                                                                | Patrick Little | Whip en chef du gouvernement                                                             |
| Secrétaire parlementaire au Ministère des Affaires extérieures | Patrick Little |                                                                                          |
|                                                                | Hugo Flinn     | Secrétaire parlementaire au Ministère des Finances                                       |
|                                                                | Conn Ward      | Secrétaire parlementaire au Ministère de l'Administration locale et de la Santé publique |
|                                                                | Seán O'Grady   | Secrétaire parlementaire au Ministère des Terres                                         |
| Secrétaire parlementaire au Ministère de la Défense            | Seán O'Grady   |                                                                                          |
|                                                                | Seán Moylan    | Secrétaire parlementaire au Ministère de l'Industrie et du Commerce                      |